# Igreja de Nossa Senhora da Purificação (Pontével)
A Igreja de Nossa Senhora da Purificação, ou Igreja Paroquial de Nossa Senhora da Purificação, fica situada em Pontével, no Município do Cartaxo, em Portugal.
Assenta sobre o primitivo templo cristão ali erguido provavelmente logo a partir do século XII, mas foi completamente reconstruída no século XVII, sofrendo a partir daí algumas obras de restauro. No seu interior podem-se apreciar alguns elementos importantes datados entre os séculos XVI e XVIII, como a pia baptismal, os painéis pintados do Mestre da Romeira, um fresco da Padroeira no tecto da capela-mor, azulejaria, talha dourada e muitos outros motivos. São ainda de realçar os túmulos dos Comendadores do século XVII, entre os quais se destaca o de António Botto Pimentel.
A Igreja de Nossa Senhora da Purificação está classificada como Imóvel de Interesse Público desde 1984.